# أم الرزق (كفر سعد)
أم الرزق هي إحدى قرى مركز كفر سعد التابع لمحافظة دمياط بجمهورية مصر العربية.